# West Coast Computer Faire
Il West Coast Computer Faire era un'esposizione nata per presentare al grande pubblico i prodotti emergenti dell'industria dell'informatica. Si svolgeva a San Francisco, era organizzato da Jim Warren e Bob Reiling. Il West Coast Computer Faire era la più importante esposizione di personal computer del pianeta. Vi sono state otto edizioni, la prima si è svolta nel 1977 e l'ultima nel 1983. Nell'anno dell'ultima esposizione Warren vendette i diritti dell'esposizione a Sheldon Adelson del Prentice Hall che trasformò il West Coast Computer Faire nel Comdex e lo spostò a Las Vegas.

## Il 1° West Coast Computer Faire
È opinione comune che in questa esposizione sia nata l'industria del personal computer. Si svolse tra il 16 e 17 aprile del 1977 nel Brooks Civic Auditorium e vide il debutto dell'Apple II, presentato dal ventunenne Steve Jobs e da Steve Wozniak. Contemporaneamente anche il Commodore PET venne presentato al pubblico. Oltre 180 espositori presero parte all'evento compresa Intel, MITS e Digital Research. Più di 12.000 persone visitarono l'evento.

## Il 2° West Coast Computer Faire
Si svolse tra il 3 e il 5 marzo, 1978 al San Jose Convention Center.

## Il 3° West Coast Computer Faire
Si svolse tra il 3 e il 5 novembre, 1978 al Los Angeles Convention Center.

## Il 4° West Coast Computer Faire
Si svolse nel maggio del 1979. Dan Bricklin presentò VisiCalc, il primo foglio elettronico per personal computer.

## Il 5° West Coast Computer Faire
Il primo prodotto hardware di Microsoft venne presentato, la SoftCard (o Z80 Card) che forniva all'Apple II la compatibilità con il CP/M.

## Il 6° West Coast Computer Faire
Si svolse nell'aprile 1981. Adam Osborne presenta Osborne 1.

## Il 7° West Coast Computer Faire
Si svolse tra il 19 e il 21 marzo del, 1982, vide la presentazione dell'Hard Disk da 5MB Winchester per IBM PC prodotto da Davong Systems.

## L'8° West Coast Computer Faire
Si svolse tra il 18 e il  20 marzo, 1983.